# Сентиес, Карен
Карен Мирейя Сентиес Лудвик, более известная как Карен Сентиес (исп. Karen Mireya Senties Ludwik) (род. 18 декабря 1965, Мехико, Мексика) — мексиканская актриса и фотомодель.

## Биография
Родилась 18 декабря 1965 года в Мехико. С детства любила просматривать модные журналы и позировать перед фотокамерами, также обожала смотреть национальные мексиканские кинофильмы и театральные постановки. Увлечение фотографиями и позирование перед фотокамерами, вынудили родителей актрисы записать свою родную любимую дочь в мексиканскую школу модельного бизнеса, где в начале 1980-х годов XX века, она блистала на обложках глянцевых мексиканских журналов, также снималась в рекламе и выступала на подиумах. Впервые её пригласили в качестве гостьи в комедийную телепередачу "Да, да". Когда журнал с портретом попал в руки великого мексиканского продюсера белорусского происхождения Валентина Пимштейна, он сразу же утвердил актрису сначала на две эпизодические роли гостьи семьи Линарес и посетительницы таверны "Мой реванш" в культовой мексиканской теленовелле Дикая Роза, с которой у актрисы появился шанс участия в последующих сериалах в главных и ведущих ролях, после чего она была сразу же утверждена на роль в телесериале Пятнадцатилетняя, или Подростки, который выпускался параллельно с Дикой Розой, где актриса исполнила свою первую отрицательную роль, и получив в ходе съёмок сильную пощёчину от героини Аделы Норьеги. В 1989 году сыграла свою первую главную роль — супругу Доктора Мигеля Вильясеньора (Альваро Сервиньо) и родной матери Марии Хоакины Вильясеньор (Людвига Палета) Клары де Вильясеньор, но после приглашения Валентина Пимштейна и утверждении её на роль Доктора Сильвии Ребольяр — счастливой соперницы злобной Лорены дель Вильяр де Риверы, в культовой мексиканской теленовелле «Просто Мария», передала свою роль в Карусели Кении Гаскон. В 1990 году актриса сыграла роль злодейки Марии Инес в телесериале Сила любви. В 1991 году актриса снялась сразу же в двух телесериалах — Моя маленькая Соледад и Шаловливая мечтательница, в последнем телесериале она сыграла роль главной злодейки. С 1991 года по 1992 год актриса сыграла свою последнюю роль на телекомпании Televisa и это была роль в телесериале Девчушки. Роли главных злодеек сделали актрису незабываемым для публики. С 1992 года актриса решила взять на несколько лет творческий отпуск, так как её больше не приглашали сниматься на телекомпанию Televisa.
В 1995 году актриса перешла в качестве актрисы на киностудию TV Azteca и подписала с ней контракт. Первым телесериалом с участием актрисы был телесериал Со всей душой, вторым телесериалом с участием актрисы стал телесериал Соперники по несчастью, где актриса сыграла главную роль, третьим телесериалом, с участием актрисы является сериал «Три жизни Софии», где она снимается с такими именитыми звёздами как: Лусия Мендес, Омар Фьерро, Марко Муньос, Вероника Лангер, Лиза Оуен, Омеро Ваймер, Хосе Гонсалес Маркес и с другими и наконец четвёртым телесериалом является телесериал Новая любовь, где та сыграла главную роль, но ближе к концу съёмок передала свою роль Ванессе Акоста. В 2006 году она покинула Мексику и переехала в США, где сыграла роли в телесериалах Аврора, В чужой коже, Госпожа горничная, Дальнобойщица Эва, Купленная любовь, Никогда не забуду тебя, Семья Рэй и других.
С 2016 года актриса больше не снимается в телесериалах. Проживает в Гленвью, штате Иллинойс (США), ведёт здоровый образ жизни, посещает фитнес-клуб, занимается плаванием. В годы распространения COVID-19 самоизолировалась от общества и достойно выдержала самоизоляцию. Ведёт свой обширный блог в Инстаграме и поддерживает тёплые дружеские отношение с многочисленными актёрами и актрисами.

## Личная жизнь
30 мая 1998 года Карен Сентиес вышла замуж за американца Скотта и родила двоих детей — Брайана и Кевина. Брак существует и поныне.

## Фильмография

### Сериалы телекомпанииTelevisa
- 1990 — «Моя маленькая Соледад» — Эмплеада
- 1989 — «Карусель» — Клара#1
- 1989 — «Просто Мария» — Доктор Сильвия Ребольяр (дубляж — Елена Павловская)
- 1987 — «Пятнадцатилетняя» — Тереса
- 1987 — «Дикая Роза» — Гостья на празднике Линарес и девушка разлекавшая Рикардо и его друга в таверне у Сорайды

### Сериалы студииTV Azteca
- 1998 — «Три жизни Софии» — Летисия Плата